# Rafael Dudamel
Rafael Edgar Dudamel (Guama, 7 januari 1973) is een  voormalig voetballer uit Venezuela, die als doelman speelde. Hij beëindigde zijn actieve loopbaan in 2010 bij de Venezolaanse club Real Esppor, en stapte nadien het trainersvak in.

## Interlandcarrière
Dudamel, bijgenaamd El Libertador en El Chamo, speelde 56 interlands voor het Venezolaans voetbalelftal. Onder leiding van bondscoach Ratomir Dujković maakte hij zijn debuut voor de nationale ploeg op 21 mei 1993 in de vriendschappelijke wedstrijd tegen Colombia (1-1). Hij nam vijfmaal deel aan de strijd om de Copa América: 1991, 1993, 1995, 1997 en 2001. Hij scoorde vanuit een vrije trap op 9 oktober 1996 in de WK-kwalificatiewedstrijd tegen Argentinië (2-5). Zijn voornaamste concurrenten bij de nationale ploeg waren Gilberto Angelucci, Renny Vega en Manuel Sanhouse.

## Bondscoach
Venezuela begon stroef in de kwalificatiereeks voor het WK voetbal 2018 in Rusland. Nadat de ploeg op 29 maart 2016 op eigen veld met 4-1 had verloren van Chili besloot Noel Sanvicente op te stappen als bondscoach. Dudamel werd aangewezen als zijn opvolger.

## Erelijst
ULA Merida
- Primera División Venezolana

1991
 Atlético Zulia
- Primera División Venezolana

1997-1998
 Deportivo Cali
- Colombiaans landskampioen

1998
 Mamelodi Sundowns
- Zuid-Afrikaans landskampioen

2005